# 斯洛維尼亞人民黨
斯洛維尼亞人民黨（缩写为SLS）是斯洛維尼亞的一个農業保守主義政黨。1988年成立時，名為斯洛維尼亞農民聯盟，為南斯拉夫社会主义联邦共和国第一個非共產主义政治組織。2000年，該黨與斯洛維尼亞基督教民主黨合併。人民黨在2011年斯洛維尼亞議會選舉拿下6.83%的選票，取得6席。

## 成立與早期
斯洛維尼亞人民黨成立於1988年5月，名為「斯洛維尼亞農民聯盟」（Slovenska kmečka zveza），是南斯拉夫和斯洛維尼亞第一個公開非共產政治組織。斯洛維尼亞農民聯盟的成立被認為是1988年斯洛維尼亞之春的重要事件之一。1989年1月，該黨登記為政黨。斯洛維尼亞第一次多黨選舉，農民聯盟以斯洛維尼亞民主反對聯盟（DEMOS coalition）成員參選，拿下80席中的11席。1991年，該黨更名為人民黨，暗示戰前的天主教保守主義政黨斯洛維尼亞人民黨。更名導致與斯洛維尼亞基督教民主黨（Slovenski krščanski demokrati, SKD）的衝突，該黨自認是戰前的斯洛維尼亞人民黨正統後繼者。
1992年，Marjan Podobnik 當選黨魁。在他領導下，人民黨開始轉向農業主義、種族民族主義、社團主義意識形態。 1992年，斯洛維尼亞農民聯盟創黨人 Ivan Oman 退黨加入當時屬於中間派大聯合政府成員的斯洛維尼亞基督教民主黨。
1992至1996年，人民黨與最大黨反對黨斯洛維尼亞民族黨（Slovenska nacionalna stranka, SNS）合作。該黨意識形態與政策開始轉向民粹主義。1995年，人民黨代表呼籲舉行公投停止非斯洛維尼亞族的公民權，但遭到憲法法院阻止。
Ahead of the 1996年議會選舉，人民黨與斯洛維尼亞基督教民主黨組成斯洛維尼亞之春聯盟。然而該聯盟在人民黨與斯洛維尼亞自由民主黨組成執政聯盟後解散。2000年4月，執政聯盟垮台。五月，人民黨、基民黨和斯洛維尼亞民主黨推舉的安德烈·巴尤克（Andrej Bajuk）當選新任總理。

## 合併
2000年4月15日，斯洛維尼亞基督教民主黨併入人民黨。 然而由於對新選舉制度的質疑，讓內部產生裂痕。總理安德烈·巴尤克、洛伊澤·彼得萊（Lojze Peterle）和其他中間派基民黨人士在8月成立新政黨新斯洛維尼亞–基督教人民黨（Nova Slovenija – krščanska ljudska stranka, NSi）。人民黨在2000年議會選舉中表現不佳，但仍加入自民黨亞內茲·德爾諾夫舍克領導的執政聯盟。

## 2004年以後
2004年議會選舉，該黨得票率6.8%，拿下90席中的7席，加入亞內茲·揚沙領導的中間偏右政府。
2007年，采列市長 Bojan Šrot 成為新黨魁，該黨路線也開始轉變。Šrot 宣布他希望讓人民黨成為斯洛維尼亞最大的中間偏右政黨，將挑戰亞內茲·揚沙領導的斯洛維尼亞民主黨。他開始批評揚沙政府推行的部分新自由主義改革，特別是他防止財富集中在私有化前國營企業領導階級的「反大亨」政策。他就是「大亨」之一。
2008年議會選舉，人民黨與斯洛維尼亞青年黨推出聯合名單。在選戰中，人民黨試圖與前執政夥伴保持距離。聯合名單僅拿下5席。
2009年，前交通部長Radovan Žerjav成為新黨魁。在他領導之下，人民黨走向更為溫和的路線。在11年的執政聯盟經驗後，該黨成為反對黨，試圖建立一個建設性的反對黨形象，支持溫和的保守主義政策。
2011年議會選舉，與前次選舉相比，人民黨得票與得票皆成長，扭轉自2000年後的下滑趨勢。
人民黨是歐洲人民黨成員。
議會席次

## 外部連結
- 斯洛維尼亞人民黨官方網站 （页面存档备份，存于）